# ケント (ワシントン州)
ケント（Kent）は、アメリカ合衆国ワシントン州キング郡の都市である。人口は13万6588人（2020年国勢調査）。シアトルの南方に位置している。

## 歴史
ヨーロッパ人の入植が始まったのは1850年代である。土壌や気候がホップの栽培に適していることがわかり、地域の主要農産物になった。1890年に法人化し「ケント市」が誕生した。郡内ではシアトルに次いで2番目の市になった。地名はイングランドのホップ産地ケントに因んでいる。
今日のケントはシアトルの衛星都市である。市内を流れるグリーン川沿いは企業の事業所が多数立地している。ボーイング、ブルーオリジンなどの航空宇宙産業やアマゾンの物流拠点がある。

## 地理
アメリカ合衆国統計局によると、総面積73.2 km2 (28.3 mi2) である。このうち、72.6 km2 (28.0 mi2) が陸地であり、0.6 km2 (0.2 mi2) (0.85%) が水域である。

## 住民
2000年国勢調査では、人口79,524人、31,113世帯、19,601家族が暮らしている。人口密度は1,095.4/km2 (2,836.7/mi2) である。447.5/km2 (1,158.9/mi2) の平均的な密度に32,488軒の住宅が建っている。この都市の人種的な構成は白人70.81%、アフリカン・アメリカン8.23%、ネイティブ・アメリカン0.98%、アジア9.42%、太平洋諸島系0.76%、その他の人種4.7%、混血5.37%である。この人口の8.13%はヒスパニックまたはラテン系である。
全世帯のうち、18歳未満の子供と同居している世帯が5.5%、夫婦のみの世帯が45.1%、未婚女性の世帯が12.8%であり、37.0%は家族を持たない。個人名義の世帯主が28.5%、そのうち65歳以上が5.8%である。世帯ごとの平均人数は2.53人、家族ごとの平均人数は3.15人である。
18歳未満の未成年が27.7%、18歳以上24歳以下が10.3%、25歳以上44歳以下が35.0%、45歳以上64歳以下が19.6%、65歳以上が7.3%、平均年齢は32歳である。女性100人に対して男性は98.4人である。18歳以上の女性100人に対して男性は96.2人である。
この都市の世帯ごとの平均的な収入は50,053 USドルであり、家族ごとの平均的な収入は61,016 USドルである。男性は43,136 USドルに対し、女性は36,995 USドルの平均的な収入がある。この都市の1人当たりの収入 (per capita income) は、21,390 USドルである。
人口の8.7%及び家族の11.6%の収入は貧困線以下である。全人口のうち18歳未満の16.7%及び65歳以上の9.3%は、貧困線以下の生活を送っている。

## 交通
ケント駅ではサウンダー通勤鉄道の列車が利用できる。シアトルまでの所要時間は約20分である。アムトラックの列車は停車しない。